# 筆狀海龍
筆狀海龍（学名：Hippichthys penicillus），又名筆狀多環海龍，为條鰭魚綱棘背魚目海龍魚科多環海龍屬下的一个种。该物种主要分布于印度洋-西太平洋海域，西至波斯湾，东至日本及澳大利亚沿岸。